# Danala
Danala là một chi bướm đêm thuộc họ Geometridae.

## Các loài
- Danala laxtaria Walker, 1860
- Danala lilacina (Wileman, 1915)